# Zsigmond Varga
Zsigmond Varga (* 9. September 1919 in Debrecen; † 5. März 1945 im KZ Gusen) war ein ungarischer reformierter Prediger und Widerstandskämpfer gegen den Nationalsozialismus.

## Leben
Zsigmond Varga war der Sohn eines gleichnamigen Professors für Religionsgeschichte. Er studierte zunächst Theologie an der Universität Debrecen. 1942 veröffentlichte er seine Dissertation, in der er sich mit den kulturellen Einflüssen hellenistischer Papyri auf das Neue Testament zwischen dem ersten und dritten Jahrhundert beschäftigte. Das akademische Jahr 1942/1943 verbrachte er in der Schweiz, wo er Vorlesungen von Karl Barth besuchte. 1944 kam Varga nach Wien. Er hatte ein Stipendium als Student an der Evangelisch-theologischen Fakultät der Universität Wien. Weil er bereits eine abgeschlossene theologische Ausbildung besaß, wurde er von der Reformierten Kirche Ungarns beauftragt, die ungarischen Reformierten in Wien seelsorgerlich zu betreuen. Seine ungarischsprachigen Gottesdienste hielt er in der Reformierten Stadtkirche. Da er beim Predigen ein rasches Ende des Zweiten Weltkriegs herbeiwünschte und dieses aufgrund der Bombardierung deutscher Städte für wahrscheinlich hielt, worüber er sich durch das illegale Hören von Feindsendern informierte, wurde er am 19. Oktober 1944 von der Gestapo verhaftet. Varga erkrankte im Polizeigebäude Rossauer Lände an Typhus. Anfang Februar 1945 wurde er ins KZ Mauthausen überstellt und kam schließlich ins KZ Gusen. Dort starb er offiziell an Herzmuskelschwäche, eine der zehn zugelassenen Todesarten in KZs.

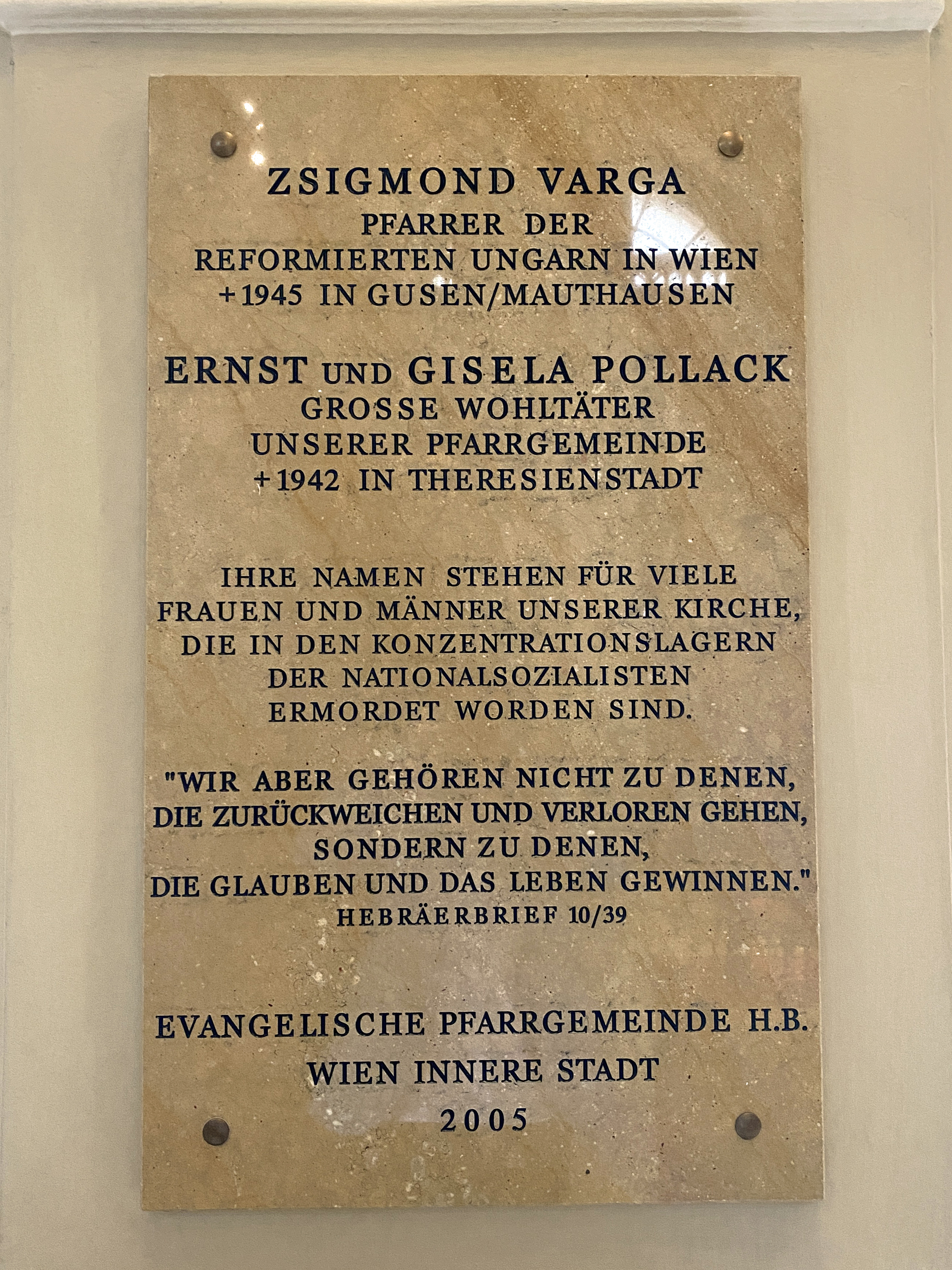
Gedenktafel in der Reformierten Stadtkirche in Wien

An Zsigmond Varga erinnern Gedenktafeln im KZ Gusen (1997) und in der Reformierten Stadtkirche in Wien (2005). Die Reformierte Kirche Ungarns nahm ihn in ihre Liste der Glaubenszeugen und Märtyrer der letzten 400 Jahre auf.